# Carranglan
Carranglan est une localité de la province de Nueva Ecija, aux Philippines. En 2015, elle compte 41 131 habitants.